# NGC 1999
NGC 1999 ist ein staubhaltiger, 1500 Lichtjahre entfernter, Reflexionsnebel im Sternbild Orion. Aufgrund der Form der Wolke wird er auch als Schlüsselloch-Nebel bezeichnet. Das Gas wird von dem veränderlichen Stern V380 Orionis beleuchtet und macht so auch die Staubstrukturen sichtbar. Der Nebel befindet sich in der Nähe des bekannten Orionnebels.
Das Objekt wurde am 5. Oktober 1785 von Wilhelm Herschel entdeckt.